# Transylvania 90210: Songs of Death, Dying, and the Dead
Transylvania 90210: Songs of Death, Dying, and the Dead è il primo album da solista di Wednesday 13, pubblicato nel 2005 dalla Roadrunner Records.

## Tracce
1. Post Mortem Boredom – 0:57
2. Look What the Bats Dragged in – 2:32
3. I Walked with a Zombie – 3:43
4. Bad Things – 3:37
5. House by the Cemetery – 3:20
6. God is a Lie – 3:37
7. Haunt Me – 4:35
8. Transylvania 90210 – 3:54
9. I Want You...Dead – 4:08
10. Buried by Christmas – 3:08
11. Elect Death for President – 4:23
12. Rot for Me – 4:03
13. The Ghost of Vincent Price – 5:08
14. A Bullet Named Christ – 4:00

Traccia bonus dell'edizione giapponese
1. Thank You Satan – 3:56

## Formazione
- Wednesday 13 – voce
- Kid Kid – chitarra
- Pig – basso
- Ghastly – batteria